# 普羅紹瓦
49°24′57″N 25°40′59″E / 49.41583°N 25.68306°E
普羅紹瓦（羅馬化：Proshova）是烏克蘭的村落，位於該國西部捷爾諾波爾州，由捷爾諾波爾區負責管轄，始建於1574年，面積1.25平方公里，2001年人口781，人口密度每平方公里625.8人。